# 292459 Antoniolasciac
292459 Antoniolasciac è un asteroide della fascia principale. Scoperto nel 2006, presenta un'orbita caratterizzata da un semiasse maggiore pari a 3,0736329 au e da un'eccentricità di 0,1032340, inclinata di 8,24370° rispetto all'eclittica.
L'asteroide è dedicato all'architetto Antonio Lasciac.